# Persone di nome Joseph/Vescovi cattolici
| Questa pagina contiene informazioni ricavate automaticamente dalle voci biografiche con l'ausilio del template Bio e di un bot. L'aggiornamento è periodico e automatico e ricostruisce completamente la pagina. Se manca una persona in questa lista, sei pregato di non aggiungerla, ma accertati piuttosto che la sua voce biografica contenga il template Bio e che i dati anagrafici siano correttamente compilati. Se il template Bio manca, inseriscilo tu stesso o, in alternativa, metti l'avviso {{tmp\|Bio}} che ne segnala la mancanza. Se i dati riportati sono sbagliati, correggi direttamente la voce biografica; le modifiche saranno visibili in questa lista entro pochi giorni. Per chiarimenti vedi il progetto antroponimi. La lista contiene solo le 69 persone che sono citate nell'enciclopedia e per le quali è stato implementato correttamente il template Bio. Pagina aggiornata al 22 lug 2025. |

Questa è una lista di persone presenti nell'enciclopedia che hanno il nome Joseph e sono vescovi cattolici.

## B(3)
- Joseph Charles Bambera, vescovo cattolico statunitense (Carbondale, n. 1956)
- Joseph Maria Bonnemain, vescovo cattolico svizzero (Barcellona, n. 1948)
- Joseph Aloysius Burke, vescovo cattolico statunitense (Buffalo, n. 1886 - Roma, † 1962)

## C(5)
- Joseph Chusak Sirisut, vescovo cattolico thailandese (Bang Nok Kwek, n. 1956)
- Joseph Châu Ngọc Tri, vescovo cattolico vietnamita (Bình Triều, n. 1956)
- Joseph Ludwig Colmar, vescovo cattolico tedesco (Strasburgo, n. 1760 - Magonza, † 1818)
- Joseph Corrigan, vescovo cattolico statunitense (Filadelfia, n. 1879 - Washington, † 1942)
- Joseph Crétin, vescovo cattolico francese (Montluel, n. 1799 - Saint Paul, † 1857)

## D(2)
- Joseph Louis Aldée Desmarais, vescovo cattolico canadese (Saint-Éphrem-d'Upton, n. 1891 - Saint-Hyacinthe, † 1979)
- Joseph Nicholas Dinand, vescovo cattolico e missionario statunitense (Boston, n. 1869 - Weston, † 1943)

## F(2)
- Joseph Fan Zhongliang, vescovo cattolico cinese (Shanghai, n. 1918 - Shanghai, † 2014)
- Joseph Gabriel Fernandez, vescovo cattolico indiano (Maruthurkulangara, n. 1925 - Kollam, † 2023)

## G(2)
- Joseph Anthony Galante, vescovo cattolico statunitense (Filadelfia, n. 1938 - Somers Point, † 2019)
- Joseph Gargitter, vescovo cattolico italiano (Luson, n. 1917 - Bolzano, † 1991)

## H(6)
- Joseph Gerard Hanefeldt, vescovo cattolico statunitense (Creighton, n. 1958)
- Joseph Hubert Hart, vescovo cattolico statunitense (Kansas City, n. 1931 - Cheyenne, † 2023)
- Joseph Hasler, vescovo cattolico svizzero (Altstätten, n. 1900 - Appenzello, † 1985)
- Joseph Lawson Howze, vescovo cattolico statunitense (Daphne, n. 1923 - Ocean Springs, † 2019)
- Joseph Hoàng Văn Tiệm, vescovo cattolico vietnamita (Hải Sơn, n. 1936 - Bùi Chu, † 2013)
- Joseph Huỳnh Văn Sỹ, vescovo cattolico vietnamita (Phước Sơn, n. 1963)

## J(1)
- Joseph Konrad von Schroffenberg, vescovo cattolico tedesco (Costanza, n. 1743 - Berchtesgaden, † 1803)

## L(2)
- Joseph Lê Văn Ấn, vescovo cattolico vietnamita (Hoài Nhơn, n. 1916 - Ho Chi Minh, † 1974)
- Joseph Lörks, vescovo cattolico e missionario tedesco (Kalkar, n. 1876 - † 1943)

## M(4)
- Joseph Francis Martino, vescovo cattolico statunitense (Filadelfia, n. 1946)
- Joseph Patrick McFadden, vescovo cattolico statunitense (Filadelfia, n. 1947 - Filadelfia, † 2013)
- Joseph Alphonse McNicholas, vescovo cattolico statunitense (Saint Louis, n. 1923 - † 1983)
- Joseph Meile, vescovo cattolico svizzero (Mosnang, n. 1891 - San Gallo, † 1957)

## N(9)
- Joseph Pastor Neelankavil, vescovo cattolico indiano (Aranattukara, n. 1930 - Yesu Bhavan, † 2021)
- Joseph Nguyễn Phụng Hiểu, vescovo cattolico vietnamita (Xuân Chính, n. 1921 - Ho Chi Minh, † 1992)
- Joseph Marie Nguyễn Quang Tuyến, vescovo cattolico vietnamita (Dai Lam, n. 1945 - Portland, † 2006)
- Joseph Nguyễn Tích Đức, vescovo cattolico vietnamita (n. 1938 - † 2011)
- Joseph Marie Nguyễn Tùng Cương, vescovo cattolico vietnamita (Đông Nội, n. 1919 - Haiphong, † 1999)
- Joseph Nguyễn Tấn Tước, vescovo cattolico vietnamita (Chánh Hiệp, n. 1958)
- Joseph Nguyễn Văn Yến, vescovo cattolico vietnamita (Vĩnh Trị, n. 1942)
- Joseph Nguyễn Đức Cường, vescovo cattolico vietnamita (Quảng Trường, n. 1953)
- Joseph Nkongolo, vescovo cattolico della Repubblica Democratica del Congo (Hemptinne Saint-Benoît, n. 1916 - Mbuji-Mayi, † 1999)

## O(1)
- Joseph Oliver Bowers, vescovo cattolico dominicense (Massacre, n. 1910 - Accra, † 2012)

## P(5)
- Joseph Anthony Pepe, vescovo cattolico statunitense (Filadelfia, n. 1942)
- Joseph Phan Thế Hinh, vescovo cattolico vietnamita (Mông Phụ, n. 1928 - Son Tay, † 1989)
- Joseph Laurent Philippe, vescovo cattolico lussemburghese (Rollingergrund, n. 1877 - Lussemburgo, † 1956)
- Joseph Marie Phạm Năng Tĩnh, vescovo cattolico vietnamita (Thọ Nghiệp, n. 1917 - Bùi Chu, † 1974)
- Joseph Phạm Văn Thiên, vescovo cattolico vietnamita (Đất Đỏ, n. 1907 - Thủ Dầu Một, † 1997)

## R(1)
- Joseph Ruzindana, vescovo cattolico ruandese (Rambura, n. 1943 - Gakurazo, † 1994)

## S(7)
- Joseph Chhmar Salas, vescovo cattolico cambogiano (Preah Meada, n. 1937 - Tang Kok, † 1977)
- Joseph Schubert, vescovo cattolico rumeno (Bucarest, n. 1890 - Monaco di Baviera, † 1969)
- Joseph Mark Spalding, vescovo cattolico statunitense (Lebanon, n. 1965)
- Joseph Philipp Franz von Spaur, vescovo cattolico austriaco (Innsbruck, n. 1718 - Bressanone, † 1791)
- Joseph Edward Strickland, vescovo cattolico statunitense (Fredericksburg, n. 1958)
- Joseph Vincent Sullivan, vescovo cattolico statunitense (Kansas City, n. 1919 - Baton Rouge, † 1982)
- Joseph Keith Symons, vescovo cattolico statunitense (Champion, n. 1932)

## T(7)
- Joseph Maria von Thun und Hohenstein, vescovo cattolico austriaco (Trento, n. 1713 - Mattighofen, † 1763)
- Joseph Trương Cao Đại, vescovo cattolico vietnamita (Tiền Môn, n. 1913 - Madrid, † 1969)
- Joseph Trần Văn Thiện, vescovo cattolico vietnamita (Long Điền, n. 1908 - Mỹ Tho, † 1989)
- Joseph Trần Văn Toản, vescovo cattolico vietnamita (Tam Kỳ, n. 1955)
- Joseph Trần Xuân Tiếu, vescovo cattolico vietnamita (Nam Dinh, n. 1944 - Long Xuyên, † 2025)
- Joseph Trịnh Chính Trực, vescovo cattolico vietnamita (Duy Tiên, n. 1925 - † 2011)
- Joseph Jude Tyson, vescovo cattolico statunitense (Moses Lake, n. 1957)

## V(3)
- Joseph Võ Đức Minh, vescovo cattolico vietnamita (Mỹ Đức, n. 1944)
- Joseph Marie Vũ Duy Nhất, vescovo cattolico vietnamita (Sa Châu, n. 1911 - Bùi Chu, † 1999)
- Joseph Vũ Duy Thống, vescovo cattolico vietnamita (Thái Bình, n. 1952 - Ho Chi Minh, † 2017)

## W(2)
- Joseph Werth, vescovo cattolico kazako (Karaganda, n. 1952)
- Joseph Andrew Williams, vescovo cattolico statunitense (Minneapolis, n. 1974)

## Z(3)
- Joseph Zhu Baoyu, vescovo cattolico cinese (Henan, n. 1921 - Nanyang, † 2020)
- Joseph Zimmermann, vescovo cattolico e missionario svizzero (Birmenstorf, n. 1923 - Morombe, † 1988)
- Joseph Anthony Zziwa, vescovo cattolico ugandese (Mubende, n. 1956)

## Đ(4)
- Joseph Marie Đinh Bỉnh, vescovo cattolico vietnamita (Phú Nhai, n. 1923 - Thái Bình, † 1989)
- Joseph Đinh Đức Đạo, vescovo cattolico vietnamita (Thức Hoá, n. 1945)
- Joseph Đỗ Mạnh Hùng, vescovo cattolico vietnamita (Saigon, n. 1957)
- Joseph Đỗ Quang Khang, vescovo cattolico vietnamita (Thủ Đức, n. 1965)